# Фёдоровский, Андрей Сергеевич
Андре́й Серге́евич Фёдоровский (7 декабря 1963, СССР, Дербент, Дагестанская АССР, РСФСР, СССР) — советский футболист и футбольный тренер. Мастер спорта СССР по футболу с 1989 года, заслуженный тренер России с 2009 года.
В настоящее время является детским тренером в ФК «ЦСКА Ватутинки».

## Карьера

### Клубная
Начинал профессиональную карьеру в «Динамо» из Махачкалы. С 1984 по 1989 играл в Высшей лиге за бакинский «Нефтчи». Завершал же карьеру в волгоградском «Роторе».

### Тренерская
После окончания футбольной карьеры остался в Волгограде. Работал в волгоградском интернате. Воспитал таких игроков, как Евгений Алдонин и Виталий Стрельцов. В 1995 работал тренером «Ротора», а в 2000 в клубе «Ротор-2». С 2003 года тренировал волгоградскую «Олимпию», с его помощью, а также сменившего его в августе Анатолия Коваля «Олимпия» показала свой лучший результат в истории — перейдя в зону «Юг», стала там второй. 24 ноября 2009 года на очередном заседании исполкома Российского футбольного союза, который состоялся в Москве, 46-летнему специалисту было присвоено звание заслуженного тренера России.

## Личная жизнь
Родился в Дербенте, где и окончил школу № 19 там же, окончил Дагестанский педагогический институт и Высшую школу тренеров в Москве. Мать зовут Людмила Владимировна, в конце 2000-х она проживала в Дербенте.

## Достижения
- Финалист Кубка Федерации 1988.